# Rýmařov
Rýmařov (niem. Römerstadt) − miasto w Czechach, w kraju morawsko-śląskim, w powiecie Bruntál. Według danych z 2006 powierzchnia miasta wynosiła 6 071 ha, a liczba jego mieszkańców 9 038 osób.

## Podział

### Części gminy
- Rýmařov
- Edrovice
- Harrachov
- Jamartice
- Janovice
- Ondřejov
- Stránské

### Gminy katastralne
- Edrovice
- Jamartice
- Janovice u Rýmařova
- Janušov
- Ondřejov u Rýmařova
- Rýmařov
- Stránské

## Nazwy miejscowości
| nazwa czeska               | nazwa niemiecka |
| -------------------------- | --------------- |
| Edrovice                   | Edersdorf       |
| Harrachov (1869: Harachov) | Harrachsdorf    |
| Jamartice                  | Irmsdorf        |
| Janovice                   | Janowitz        |
| Janušov (1890: Janoušov)   | Johnsdorf       |
| Ondřejov                   | Andersdorf      |
| Rýmařov (1869: Rymařov)    | Römerstadt      |
| Stránské (1869 Stránka)    | Zechitz         |

## Demografia
| Rok             | 1970  | 1980  | 1991  | 2001  | 2003  | 2006  |
| --------------- | ----- | ----- | ----- | ----- | ----- | ----- |
| Liczba ludności | 7 586 | 9 174 | 9 405 | 9 167 | 9 069 | 9 038 |

Źródło: Czeski Urząd Statystyczny

## Miasta partnerskie
- Ozimek